# Hegeney
Hegeney ist eine französische Gemeinde mit 439 Einwohnern (Stand 1. Januar 2021) im Département Bas-Rhin in der Region Grand Est (bis 2015 Elsass).

## Geschichte
Hegeney war ein Reichsdorf. Im Jahr 742 wird der Ort als Heconheim erwähnt; 786 als Aginoni villa; 1147 und 1158 erscheint die Bezeichnung Heckenheim.
Von 1871 bis zum Ende des Ersten Weltkrieges gehörte Hegeney als Teil des Reichslandes Elsaß-Lothringen zum Deutschen Reich und war dem Kreis Weißenburg im Bezirk Unterelsaß zugeordnet. 1915–1918 und nochmals 1940–1944 trug die Gemeinde den verdeutschten Namen Hagenheim.

### Bevölkerungsentwicklung
| 1910 | 1936 | 1941 | 1945 | 1946 | 1954 | 1962 | 1968 | 1975 |
| ---- | ---- | ---- | ---- | ---- | ---- | ---- | ---- | ---- |
| 234  | 236  | 258  | 190  | 231  | 233  | 231  | 219  | 209  |

| 1982 | 1990 | 1999 | 2004 | 2017 |
| ---- | ---- | ---- | ---- | ---- |
| 230  | 312  | 328  | 341  | 424  |

## Sehenswürdigkeiten
- Kirche Sainte-Marguerite